# Aleyda Ortiz
Aleyda Enid Ortiz Rodríguez (Bayamón, 5 de octubre de 1988) es una actriz, modelo, presentadora y reina de belleza puertorriqueña, 1.ª finalista de Miss Universo Puerto Rico 2014 y  1.ª finalista de Miss Intercontinental 2013. En 2014 fue la ganadora del certamen Nuestra Belleza Latina 2014.

## Carrera

### Miss Universo Puerto Rico 2014 y Miss Intercontinental 2013
Ortiz representó a Bayamón en el certamen Miss Universo Puerto Rico 2014 el 3 de octubre de 2013, en el que avanzó hasta las instancias finales. Esto le valió la oportunidad de representar a su país en el certamen Miss Intercontinental 2013.

### Nuestra Belleza Latina 2014
Ortiz audicionó en el reality show de Univision, Nuestra Belleza Latina 2014 en Miami, en el que avanzó hasta la segunda ronda y tuvo la oportunidad de figurar entre las doce candidatas que ingresaron a la mansión. El 18 de mayo de 2014 se convirtió en la ganadora del concurso y en la tercera puertorriqueña en conseguirlo, después de Melissa Marty en 2008 y Vanessa De Roide en 2012. Como premio obtuvo un contrato con la cadena Univision y apareció en la portada de Cosmopolitan en español.

### Otros proyectos
Luego de su participación en los mencionados certámenes de belleza, en 2015 se convirtió en presentadora del programa Sábado gigante, y empezó a registrar apariciones en programas como Despierta América, Noches con Platanito y Mira quién baila, entre otros.

## Plano personal
Entre 2014 y 2015 Ortiz mantuvo una relación sentimental con el actor colombiano Gabriel Valenzuela. En 2016 inició una relación con el empresario Ricardo Casanova, con quien se casó en 2019.